# Susville
Susville és un municipi francès situat al departament de la Isèra i a la regió d'Alvèrnia-Roine-Alps. L'any 2007 tenia 1.427 habitants.

## Demografia

### Població
El 2007 la població de fet de Susville era de 1.427 persones. Hi havia 517 famílies de les quals 143 eren unipersonals (68 homes vivint sols i 75 dones vivint soles), 119 parelles sense fills, 195 parelles amb fills i 60 famílies monoparentals amb fills.
La població ha evolucionat segons el següent gràfic:
Habitants censats

### Habitatges
El 2007 hi havia 645 habitatges, 530 eren l'habitatge principal de la família, 32 eren segones residències i 82 estaven desocupats. 460 eren cases i 177 eren apartaments. Dels 530 habitatges principals, 265 estaven ocupats pels seus propietaris, 238 estaven llogats i ocupats pels llogaters i 27 estaven cedits a títol gratuït; 4 tenien una cambra, 33 en tenien dues, 122 en tenien tres, 177 en tenien quatre i 195 en tenien cinc o més. 388 habitatges disposaven pel capbaix d'una plaça de pàrquing. A 235 habitatges hi havia un automòbil i a 201 n'hi havia dos o més.

### Piràmide de població
La piràmide de població per edats i sexe el 2009 era:
| Homes | Edats   | Dones |
| ----- | ------- | ----- |
| 0     | 95 o +  | 0     |
| 0     | 90 a 94 | 4     |
| 0     | 85 a 89 | 12    |
| 12    | 80 a 84 | 12    |
| 44    | 75 a 79 | 40    |
| 20    | 70 a 74 | 36    |
| 16    | 65 a 69 | 24    |
| 24    | 60 a 64 | 16    |
| 16    | 55 a 59 | 20    |
| 24    | 50 a 54 | 24    |
| 52    | 45 a 49 | 36    |
| 64    | 40 a 44 | 44    |
| 60    | 35 a 39 | 88    |
| 56    | 30 a 34 | 76    |
| 48    | 25 a 29 | 76    |
| 32    | 20 a 24 | 20    |
| 64    | 15 a 19 | 32    |
| 76    | 10 a 14 | 44    |
| 72    | 5 a 9   | 44    |
| 64    | 0 a 4   | 88    |

## Economia
El 2007 la població en edat de treballar era de 907 persones, 625 eren actives i 282 eren inactives. De les 625 persones actives 529 estaven ocupades (289 homes i 240 dones) i 96 estaven aturades (38 homes i 58 dones). De les 282 persones inactives 72 estaven jubilades, 81 estaven estudiant i 129 estaven classificades com a «altres inactius».

### Ingressos
El 2009 a Susville hi havia 549 unitats fiscals que integraven 1.413,5 persones, la mediana anual d'ingressos fiscals per persona era de 14.415 €.

### Activitats econòmiques
Dels 50 establiments que hi havia el 2007, 1 era d'una empresa de fabricació de material elèctric, 9 d'empreses de fabricació d'altres productes industrials, 13 d'empreses de construcció, 10 d'empreses de comerç i reparació d'automòbils, 1 d'una empresa de transport, 2 d'empreses d'hostatgeria i restauració, 2 d'empreses immobiliàries, 7 d'empreses de serveis, 2 d'entitats de l'administració pública i 3 d'empreses classificades com a «altres activitats de serveis».
Dels 15 establiments de servei als particulars que hi havia el 2009, 3 eren tallers de reparació d'automòbils i de material agrícola, 1 taller d'inspecció tècnica de vehicles, 1 paleta, 1 guixaire pintor, 2 fusteries, 1 lampisteria, 3 electricistes, 2 empreses de construcció i 1 restaurant.
Dels 3 establiments comercials que hi havia el 2009, 1 era un supermercat, 1 una gran superfície de material de bricolatge i 1 una floristeria.
L'any 2000 a Susville hi havia 6 explotacions agrícoles que ocupaven un total de 150 hectàrees.

## Equipaments sanitaris i escolars
El 2009 hi havia 1 escola maternal i 2 escoles elementals. Susville disposava d'un liceu tecnològic amb 105 alumnes.

## Poblacions més properes
El següent diagrama mostra les poblacions més properes.